# 列波納河
列波納河（俄语：Лепона），是東歐的河流，位於俄羅斯和立陶宛，屬於舍爾溫塔河的支流，發源自基巴爾泰以南15公里，河道全長35.1公里，流域面積105平方公里。